# Тревино, Майкл
Майкл Энтони Тревино (англ. Michael Anthony Trevino; род. 25 января 1985 года в Монтебелло, Калифорния) — американский киноактёр, наиболее известный по ролям Тайлера Локвуда в телесериале «Дневники вампира» и Кайла Валенти в телесериале «Розуэлл, Нью Мексико».

## Биография

### Ранние годы
Майкл Тревино родился 25 января 1985 года в Монтебелло, Калифорния. Его детство прошло в восточной части Лос-Анджелеса.

### Карьера
Одной из первых работ Майкла Тревино на актёрском поприще были съёмки в рекламе Old Navy (одежда для всей семьи).
Дебют на телевидении состоялся в «Вечном лете» в 2005 году. Он имеет на своем счету роли в нескольких ТВ-шоу: «Зачарованные», «Кости», «Плантация», «Богатые», «90210», «Менталист».
С 2009 по 2017 годы играл Тайлера Локвуда в сериале «Дневники вампира». С 2019 года исполняет одну из главных ролей в сериале «Розуэлл, Нью Мексико».

### Личная жизнь
Майкл Тревино был в отношениях с актрисой из сериала «Хор» Дженной Ашковиц. В мае 2014 года пара рассталась.

## Фильмография
| Кино и телевидение | Кино и телевидение                    | Кино и телевидение  | Кино и телевидение | Кино и телевидение                                                  |
| Год                | Название                              | В оригинале         | Роли               | Примечания                                                          |
| ------------------ | ------------------------------------- | ------------------- | ------------------ | ------------------------------------------------------------------- |
| 2005               | «Вечное лето»                         | Summerland          | Тим Боузер         | эпизод «I Am The Walrus»                                            |
| 2005               | «Зачарованные»                        | Charmed             | Аластар            | эпизод «Malice In Wonderland»                                       |
| 2006               | «Красотки в молоке»                   | Cow Belles          | Джексон Мид        | телефильм                                                           |
| 2005-2006          | «Женщина-президент»                   | Commander In Chief  | Кевин              | эпизод «Rubie Dubidoux & The Brown Bound Express»                   |
| 2006               | «Кости»                               | Bones               | Грэм Гастингс      | эпизод «The Headless Witch In The Woods»                            |
| 2006               | «C.S.I.: Место преступления Майами»   | CSI: Miami          | Мэттью Батра       | эпизод «Come As You Are»                                            |
| 2006               | «Детектив Раш»                        | Cold Case           | Зак                | эпизод «Rampage»                                                    |
| 2006               | «Без следа»                           | Without A Trace     | Картел Роллинс     | эпизод «White Balance»                                              |
| 2007-2008          | «Семейство Ричей»                     | The Riches          | Брент              | 5 эпизодов                                                          |
| 2007               | «Плантация»                           | Cane                | Джейм Вега         | 13 эпизодов                                                         |
| 2008               | «Звёздный час Остина»                 | Austin Golden Hour  | Джейк              | телефильм                                                           |
| 2008               | «90210: Новое поколение»              | 90210               | Оззи Кардоса       | 3 эпизода                                                           |
| 2009               | «C.S.I.: Место преступления Нью-Йорк» | CSI: NY             | Гэвин Скидмор      | эпизод «Prey»                                                       |
| 2009               | «Менталист»                           | Mentalist           | Брэндон Фултон     | эпизод «A Dozen Red Roses»                                          |
| 2009               | «Любовь найдёт дорогу домой»          | Love Finds A Home   | Джошуа             | телефильм                                                           |
| 2009               | «C.S.I.: Место преступления»          | CSI                 | Дэйв Хенкель       | эпизод «Turn, Turn, Turn»                                           |
| 2009-2017          | «Дневники вампира»                    | The Vampire Diaries | Тайлер Локвуд      | постоянная роль 1-6 сезоны, специально приглашённый актёр 7-8 сезон |
| 2011               | «Фабрика»                             | The Factory         | Тэд                |                                                                     |
| 2013               | «Первородные»                         | The Originals       | Тайлер Локвуд      | эпизодически                                                        |
| 2019—2022          | «Розуэлл, Нью-Мексико»                | Roswell, New Mexico | Кайл Валенти       | постоянная роль                                                     |